# Taraxacum pinto-silvae
Taraxacum pinto-silvae é uma espécie de planta com flor pertencente à família Asteraceae. 
A autoridade científica da espécie é Soest, tendo sido publicada em Agron. Lusit. xviii. 96 (1956).

## Portugal
Trata-se de uma espécie presente no território português, nomeadamente em Portugal Continental.
Em termos de naturalidade é endémica da Península Ibérica.

## Protecção
Não se encontra protegida por legislação portuguesa ou da Comunidade Europeia.